# Stephan Feck
Stephan Feck (Lipsia, 17 febbraio 1990) è un tuffatore tedesco.

## Palmarès
- Europei di nuoto/tuffi

Budapest 2010: argento nel sincro 3m.
Torino 2011: argento nel sincro 3m.
Eindhoven 2012: argento nel sincro 3m.
Rostock 2013: argento nel sincro 3m.
Berlino 2014: argento nel sincro 3m.
Rostock 2015: bronzo nel sincro 3m.
- Vincitore della Coppa del Mondo del sincro 3m nel 2016